# Glaresis mandibularis
Glaresis mandibularis es una especie de coleóptero de la familia Glaresidae.

## Distribución geográfica
Habita en Argelia.